# Zeta Crateris
Zeta Crateris (Latinh hóa từ ζ Crateris) (có thể) là tên của một hệ sao đôi nằm trong chòm sao Cự Tước. Thiên thể này nằm ở giữa vị trí của Epsilon Corvi theo hướng đông nam và Beta Crateris theo hướng tây bắc và đánh dấu cái góc bên trái phía dưới của cái bát. Eta Crateris nằm ở vị trí không phải chính giữa quãng đường từ Zeta Crateris đến Gamma Corvi, ngôi sao sáng ở phía trên (phía bắc) của Epsilon Corvi.
Zeta Crateris có cấp sao biểu kiến là 4,74, tức là nó có thể nhìn thấy bằng mắt thường và nhìn thấy rất rõ trong điều kiện thời tiết tốt. Với giá trị thị sai đo được ở trái đất là 9,24 mas, nên khoảng cách của nó với mặt trời là khoảng xấp xỉ 350 năm ánh sáng. Do khoảng cách đó, ngôi sao này bị yếu tố dập tắt làm mờ đi do bụi trong môi trường liên sao che đi (với giá trị là 0,21).
Hai ngôi sao trong héo này cách nhau 20" dọc theo góc vị trí là 22 độ theo như dữ liệu của năm 1991. Ngôi sao thứ nhất, tạm gọi là A, với cấp sao là 4,95. Ngôi sao A là một ngôi sao khổng lồ loại G8 III. Nó nằm trong đám sao đỏ, tạo ra năng lượng từ sự hợp thành heli ở lõi của nó. Bán kính của A gấp 13 lần bán kính mặt trời và tỏa sáng gấp 157 lần mặt trời. Nhiệt độ hiệu dụng mà nó tỏa ra là 4992 Kelvin. Ngôi sao thứ hai, tạm gọi là B, có cấp sao biểu kiến là 7,84.
Zeta Crateris được xác nhân là thành viên của siêu đám Thiên Lang và có thể là thành viên của nhóm di chuyển Ursa Major. Nhóm di chuyển này có cùng chuyển động với nhau.

## Dữ liệu hiện tại
Theo như quan sát, đây là hệ sao đôi nằm trong chòm sao Cự Tước và dưới đây là một số dữ liệu khác:
Xích kinh 11h 44m 45.77615s
Độ nghiêng −18° 21′ 02.4298″
Cấp sao biểu kiến 4.740
Cấp sao tuyệt đối −0.66
Vận tốc hướng tâm 410±033
Loại quang phổ G8 III
Giá trị thị sai 10.0112 +/- 0.2795